# Bolbocephalodes intestiniforax
Bolbocephalodes intestiniforax är en plattmaskart. Bolbocephalodes intestiniforax ingår i släktet Bolbocephalodes och familjen Bolbocephalodidae. Inga underarter finns listade i Catalogue of Life.